# MTV Movie Awards 2014
Vyhlášení amerických filmových cen MTV 2014 se uskutečnilo 13. dubna 2014 v Nokia Theatre v Los Angeles v Kalifornii. Moderátorem ceremoniálu byl Conan O'Brien.

## Moderátoři a vystupující

### Moderátor
- Conan O'Brien

### Hudební vystoupení
- Conan O'Brian & Adam DeVine - zahajovací číslo
- Twenty One Pilots - "Car Radio"
- Eminem a Rihanna - "The Monster"
- Ellie Goulding, Zedd, Matthew Koma & Miriam Brynat - "Beating Heart" / "Find You"

### Hosté
- Lupita Nyong'o
- Seth MacFarlane
- Amanda Seyfriedová
- Shaliene Woodley
- Ansel Elgort
- Chris Pratt
- Jared Leto
- Rita Ora
- Jessica Alba
- Ellen Page
- Mila Kunis
- Jonah Hill
- Orlando Bloom
- Seth Rogen
- Zac Efron
- Dave Franco
- Cameron Diaz
- Leslie Mann
- Nicki Minaj
- Kate Upton
- Jordana Brewster
- Aaron Taylor-Johnson
- Adrian Grenier
- Jerry Ferrara
- Kevin Dillon
- Andrew Garfield
- Emma Stoneová
- Jamie Foxx
- Iggy Azalea
- Miles Teller
- Johnny Depp

## Nominace a ocenění
| Film roku | Film roku |
| --- | --- |
| - Hunger Games: Vražedná pomsta - 12 let v řetězech - Špinavý trik - Hobit: Šmakova dračí poušť - Vlk z Wall Street | |
| Nejlepší mužský výkon | Nejlepší ženský výkon |
| - Josh Hutcherson – Hunger Games: Vražedná pomsta' - Bradley Cooper – Špinavý trik - Chiwetel Ejiofor – 12 let v řetězech - Leonardo DiCaprio – Vlk z Wall Street - Matthew McConaughey – Klub poslední naděje | - Jennifer Lawrenceová – Hunger Games: Vražedná pomsta' - Amy Adams – Špinavý trik - Jennifer Aniston – Millerovi na tripu - Lupita Nyong'o – 12 let v řetězech - Sandra Bullock – Gravitace |
| Nejlepší výkon "P**ranej až za ušima" | Průlomové vystoupení |
| - Brad Pitt – Světová válka Z - Rose Byrne – Insidious 2 - Jessica Chastainová – Mama - Vera Farmiga – V zajetí démonů - Ethan Hawke – Očista | - Will Poulter – Millerovi na tripu - Liam James – Nezapomenutelné prázdniny - Margot Robbie – Vlk z Wall Street - Michael B. Jordan – Fruitvale - Miles Teller – Kouzlo přítomného okamžiku |
| Nejlepší filmové duo | Nejlepší vystoupení bez trička |
| - Vin Diesel & Paul Walker – Rychle a zběsile 6 - Amy Adams & Christian Bale – Špinavý trik - Ice Cube & Kevin Hart – Jízda švárů - Jonah Hill & Leonardo DiCaprio – Vlk z Wall Street - Matthew McConaughey & Jared Leto – Klub poslední naděje | - Zac Efron – (Ne)zadaní - Chris Hemsworth – Thor: Temný svět - Jennifer Aniston – Millerovi na tripu - Leonardo DiCaprio – Vlk z Wall Street' - Sam Claflin – Hunger Games: Vražedná pomsta |
| Nejlepší souboj | Nejlepší polibek |
| - Orlando Bloom & Evangeline Lilly vs. Orcs – Hobit: Šmakova dračí poušť - Jason Bateman vs. Melissa McCarthy – Z cizího krev neteče - Jennifer Lawrenceová, Josh Hutcherson & Sam Claflin vs. opice – Hunger Games: Vražedná pomsta - Jonah Hill vs. James Franco & Seth Rogen – Apokalypsa v Hollywoodu - Will Ferrell, Paul Rudd, David Koechner & Steve Carell vs. James Marsden vs. Sacha Baron Cohen vs. Kanye West vs. Tina Fey & Amy Poehlerová vs. Jim Carrey & Marion Cotillard vs. Will Smith vs. Liam Neeson & John C. Reilly vs. Greg Kinnear – Zprávař 2 – Legenda pokračuje | - Emma Roberts, Jennifer Aniston & Will Poulter – Millerovi na tripu - Ashley Benson, James Franco & Vanessa Hudgens – Spring Breakers - Jennifer Lawrenceová & Amy Adams – Špinavý trik - Joseph Gordon-Levitt & Scarlett Johansson – Don Jon - Shailene Woodley & Miles Teller – Kouzlo přítomného okamžiku |
| WTF Moment | Nejlepší zloduch |
| - Leonardo DiCaprio – Vlk z Wall Street - Cameron Diaz – Konzultant - Channing Tatum & Danny McBride – Apokalypsa v Hollywoodu - Johnny Knoxville & Jackson Nicoll – Jackass: Děda Mizera - Steve Carell, Will Ferrell, Paul Rudd & David Koechner – Zprávař 2 – Legenda pokračuje | - Mila Kunis – Mocný vládce Oz - Barkhad Abdi – Kapitán Phillips - Benedict Cumberbatch – Star Trek: Do temnoty - Donald Sutherland – Hunger Games: Vražedná pomsta - Michael Fassbender – 12 let v řetězech                                                                                                  |
| Nejlepší hudební moment | Nejlepší komediální vystoupení |
| - Backstreet Boys, Jay Baruchel, Seth Rogen & Craig Robinson – Apokalypsa v Hollywoodu - Jennifer Lawrenceová – Špinavý trik - Leonardo DiCaprio – Vlk z Wall Street - Melissa McCarthy – Z cizího krev neteče - Will Poulter – Millerovi na tripu | - Jonah Hill – Vlk z Wall Street - Jason Sudeikis – Millerovi na tripu - Johnny Knoxville – Jackass: Děda Mizera - Kevin Hart – Jízda švárů - Melissa McCarthy – Drsňačky |
| Nejlepší transformace na plátně | Nejlepší cameo |
| - Jared Leto – Klub poslední naděje - Christian Bale – Špinavý trik - Elizabeth Banks – Hunger Games: Vražedná pomsta - Matthew McConaughey – Klub poslední naděje - Orlando Bloom – Hobit: Šmakova dračí poušť | - Rihanna - Apokalypsa v Hollywoodu - Amy Poehlerová & Tina Fey – Zprávař 2 – Legenda pokračuje - Joan Riversová – Iron Man 3 - Kanye West – Zprávař 2 – Legenda pokračuje - Robert De Niro – Špinavý trik |
| Nejlepší hrdina | Nejlepší postava |
| - Henry Cavill – Muž z oceli - Channing Tatum – Útok na Bílý dům - Chris Hemsworth – Thor: Temný svět - Martin Freeman – Hobit: Šmakova dračí poušť - Robert Downey Jr. – Iron Man 3 | - Beatrice "Tris" Prior – Divergence - Katniss Everdeen – Hunger Games: Vražedná pomsta - Khan Noonien Singh – Star Trek: Do temnoty - Loki Laufeyson – Thor: Temný svět - Veronica Mars – Veronica Mars |

### MTV Generation Award
- Mark Wahlberg

### MTV Trailblazer Award
- Channing Tatum

### Tribute
- Paul Walker